# Krásné Údolí (Černošín)
Krásné Údolí (německy Schönthal) je malá vesnice, část města Černošín v okrese Tachov v Plzeňském kraji. Nachází se asi 2,5 kilometru jihovýchodně od Černošína. Prochází zde silnice II/230. Krásné Údolí leží v katastrálním území Krásné Údolí u Černošína o rozloze 1,98 km².

## Historie
První písemná zmínka o vesnici pochází z roku 1379.

## Obyvatelstvo
| Rok            | 1869 | 1880 | 1890 | 1900 | 1910 | 1921 | 1930 | 1950 | 1961 | 1970 | 1980 | 1991 | 2001 | 2011 | 2021 |
| -------------- | ---- | ---- | ---- | ---- | ---- | ---- | ---- | ---- | ---- | ---- | ---- | ---- | ---- | ---- | ---- |
| Počet obyvatel | 187  | 187  | 214  | 196  | 182  | 193  | 181  | 75   | 86   | 75   | 62   | 38   | 35   | 36   | 45   |
| Počet domů     | 33   | 36   | 36   | 36   | 33   | 34   | 34   | 24   | 24   | 20   | 20   | 18   | 18   | 20   | 20   |

## Obecní správa
Při sčítání lidu v letech 1850–1959 Krásné Údolí bylo samostatnou obcí v okrese Stříbro. Od roku 1960 je částí města Černošín v okrese Tachov.

## Pamětihodnosti
- Tvrziště
- Zaniklý hrad Šontál

## Další fotografie

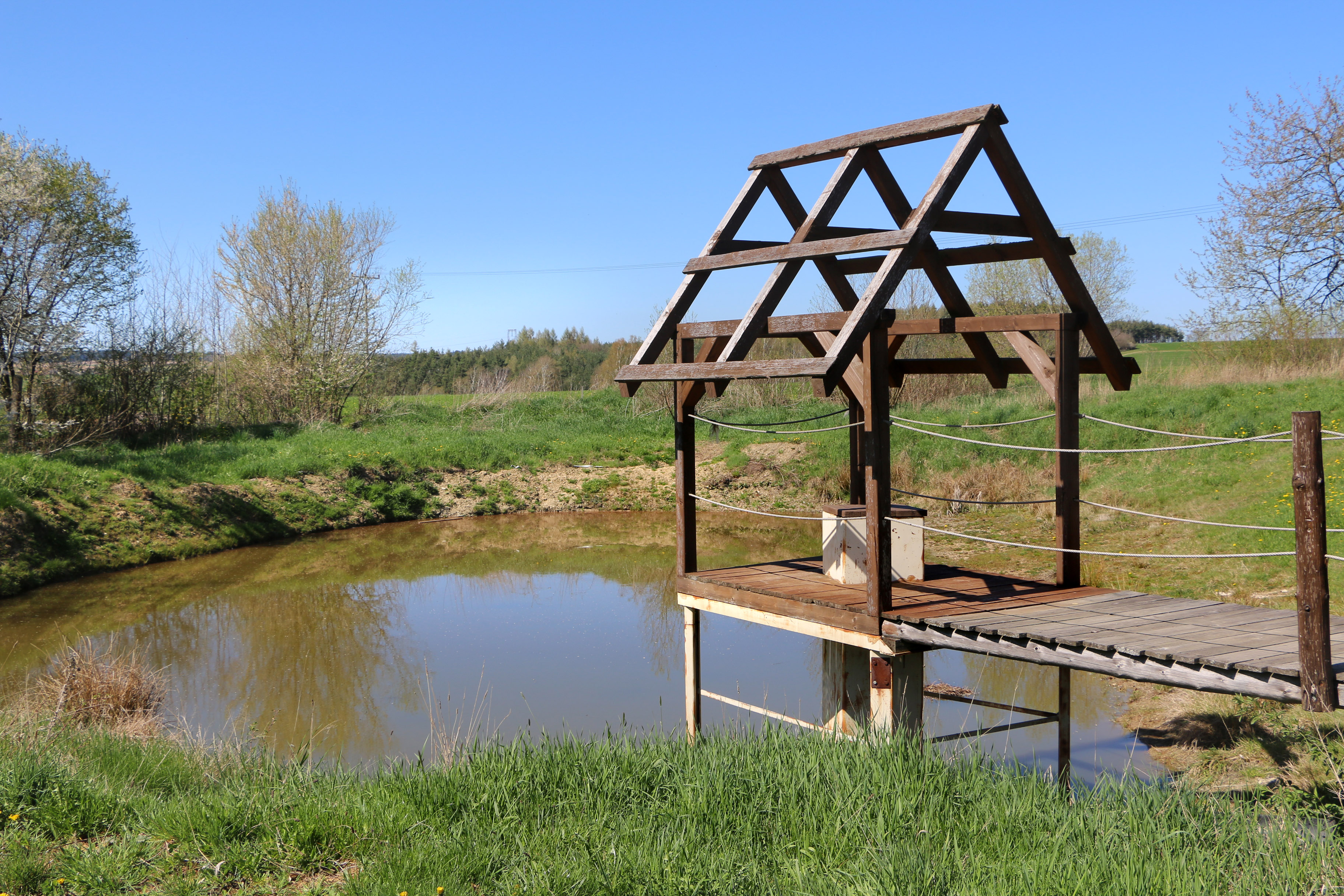
Minirybník
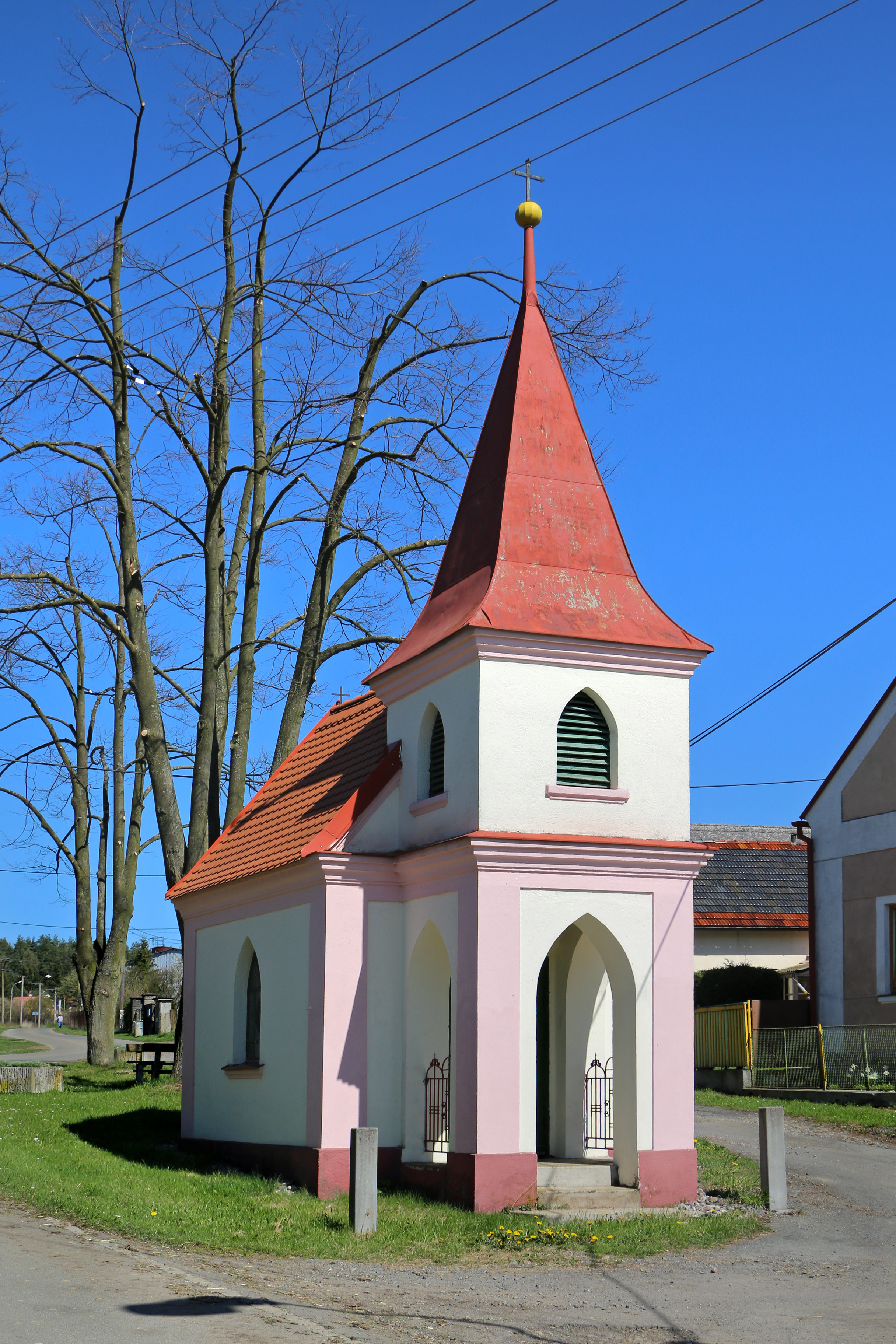
Kaple na návsi
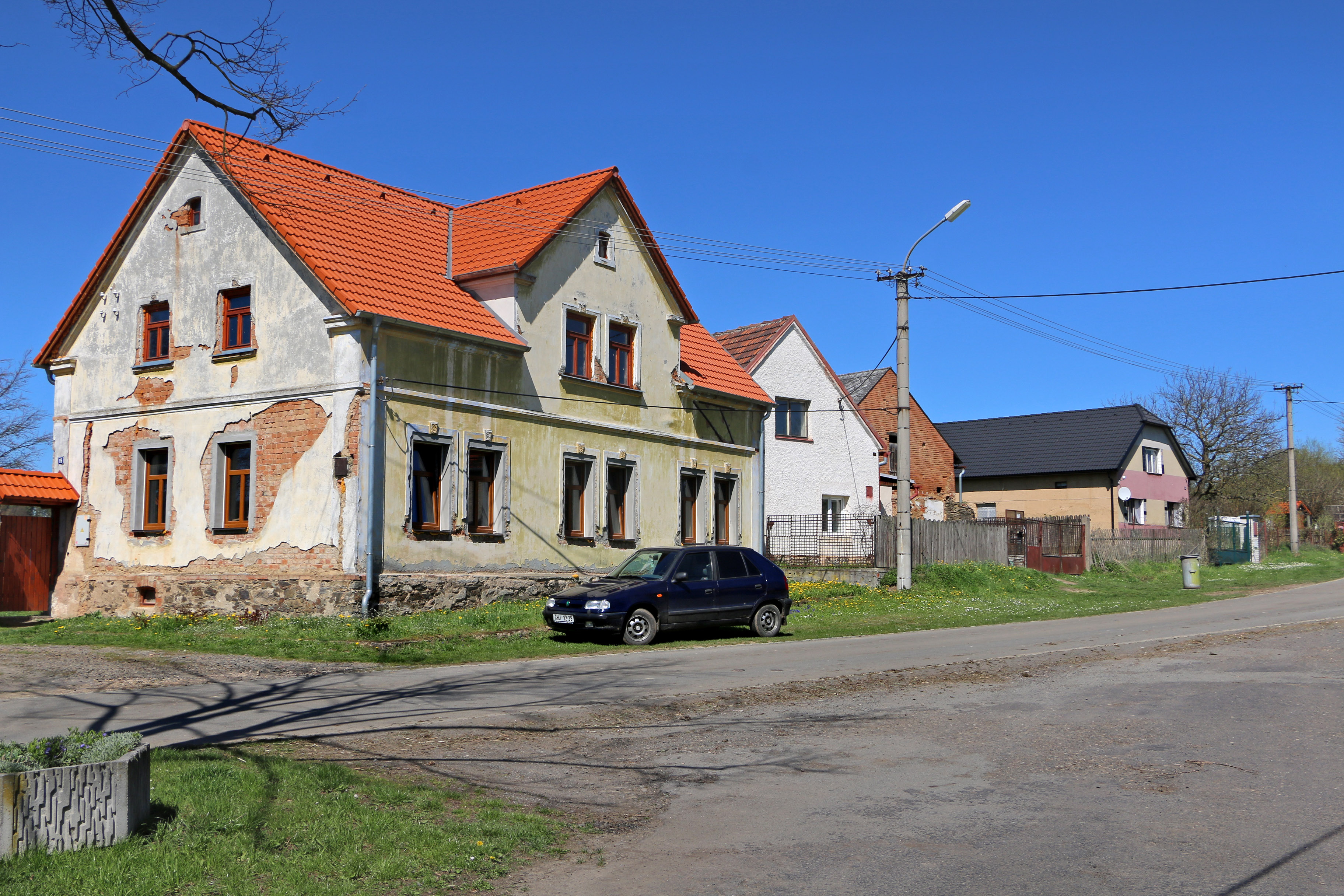
Dům čp. 28